# Shawn Fonteno
Shawn Darnell Fonteno, también conocido como Solo, es un actor y rapero estadounidense conocido por ser quien interpreta a Franklin Clinton en el videojuego Grand Theft Auto V. Además de su interpretación de Franklin Clinton, Fonteno ha actuado en películas como The Wash.

## Vida personal
Shawn Fonteno nació el 8 de abril de 1968 en Los Ángeles, California. Es primo de Young Maylay, quien puso voz a Carl Johnson (alias CJ) en el videojuego  Grand Theft Auto San Andreas  . Fonteno también ha actuado en películas como The Wash'.

## Filmografía

### Películas
| Año  | Título            | Papel  | Notas |
| ---- | ----------------- | ------ | ----- |
| 2000 | 3 Strikes         | Big Mo |       |
| 2001 | The Wash          | Face   |       |
| 2002 | Superman Must Die | Malcom |       |
| 2015 | Grow House        | Bam    |       |

### Videojuegos
| Año  | Título                                | Papel            | Notas        |
| ---- | ------------------------------------- | ---------------- | ------------ |
| 2004 | Grand Theft Auto San Andreas          | Gánster Tarnell  | Voz          |
| 2013 | Grand Theft Auto V                    | Franklin Clinton | Voz e imagen |
| 2014 | Watch Dogs                            | Lee Harvey       | Voz          |
| 2021 | Grand Theft Auto Online: The Contract | Franklin Clinton | Voz e imagen |